# احمدحسین فلاحی
احمدحسین فلاحی سیاستمدار اصولگرا و عضو جبهه پایداری ایرانی است. وی موفق شد در یازدهمین انتخابات مجلس شورای اسلامی که در تاریخ ۲ اسفند ۱۳۹۸ برگزار شد، با کسب ۴۸ هزار و ۲۴۶ رای، از حوزه انتخابیه همدان و فامنین از استان همدان انتخاب گردد و به مجلس راه یابد.

## فعالیت سیاسی

### ستاد انتخابات سعید جلیلی
فلاحی در انتخابات ریاست جمهوری ۱۳۹۲ رئیس ستاد سعید جلیلی در استان همدان بود.

### دبیر جبهه پایداری همدان
فلاحی دبیر جبهه پایداری در استان همدان است.

## حواشی

### درآمد تلگرام از فروش اطلاعات
فلاحی در شهریور ۱۳۹۹ با حمایت از «طرح ساماندهی پیام رسان‌های اجتماعی» مدعی شد «پیام رسانی مانند تلگرام از فروش اطلاعات مردم به نهادهای گوناگون در سطح جهانی چندین برابر پول نفت منطقه درآمد کسب می‌کند، این اطلاعات بیشتر با اهداف جاسوسی در اختیارهای نهادهایی قرار می‌گیرد که بیشتر ماهیت امنیتی-اطلاعاتی دارند.»

### بی‌حجاب‌هایی که روسری همراه ندارند بهایی هستند
فلاحی در آذر ۱۴۰۱ دربارهٔ افزایش کشف حجاب‌ها در سطح جامعه گفت «کسانی که این روزها بی‌حجاب هستند، در گذشته هم به همین شکل بودند. آن بخشی از زنان که این روزها حتی شال و روسری هم همراهشان نمی‌آورند و بی‌حجاب هستند، متأسفانه از فرقه ضاله بهاییت هستند که سال‌هاست روی بحث کشف حجاب کار می‌کنند.»

### قطع خدمات اجتماعی برای بی‌حجاب‌ها
فلاحی در آذر ۱۴۰۱ با حمایت از قطع ارائه خدمات به زنان بی‌حجاب گفت «دیگر کشورها مگر چه کار می‌کنند؟ در همه کشورها ضوابط و قانون رعایت می‌شود که یکی از آنها محروم شدن از خدمات اجتماعی است.»